# Historia de Portugal (1279-1415)

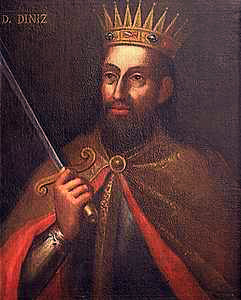
Dionisio I de Portugal.

La Consolidación de la monarquía en Portugal (1279-1415) estuvo condicionada a una serie de problemas no sólo militares sino también sociales, económicos y constitucionales. El reinado de Dionisio I no fue un periodo de paz ininterrumpida. Su legitimidad fue disputada por su hermano Alfonso, y tuvo lugar una breve guerra civil. Las hostilidades entre Portugal y el Reino de León y Castilla terminaron en 1297 a través de un tratado de alianza, asegurado a través del matrimonio entre Fernando IV de Castilla y Constanza, la hija de Dionisio I, mientras que Alfonso, el hijo de Dionisio, se casó con Beatriz de Castilla. La guerra civil volvió a aparecer, por la disputa entre el rey y su heredero, habiendo terminado en 1293 gracias a la mediación de Isabel de Portugal, que se había casado con Dionisio I en 1281. En el siglo XV se canonizó a Isabel por sus virtudes, entre las que destaca haber mediado entre su marido y su hijo para lograr la paz.
Estas guerras fueron demasiado breves para interferir seriamente en la reconstrucción social en la que se había empeñado el rey. Cuando fue proclamado rey, el pueblo portugués era muy heterogéneo; se tardaría mucho tiempo en unir los componentes raciales de "Moros y Mozárabes del sur, gallegos del norte, judíos y cruzados" en una sola nacionalidad. Los moros habían convertido el Alentejo en el granero de Portugal, pero la guerra destrozó su trabajo y muchas zonas estaban destruidas y despobladas. El comercio y la educación había sido subordinado al problema de la existencia nacional. La maquinaria de la administración estaba desfasada y además presentaba el problema de los feudalistas y e la Iglesia. La supremacía de la corona, pese a estar reconocida, aún no era estable. Dionisio I inició las reformas necesarias, adquiriendo por ello el sobrenombre del rey labrador, al introducir mejoras en los métodos de cultivo y crear escuelas de agricultores. Apostó por el comercio marítimo al negociar con Inglaterra en (1294) y formó una armada naval en 1294. En 1290 fundó la Universidad de Coímbra. Fue poeta y mecenas de escritores y pintores. Sus principales reformas administrativas estuvieron encaminadas a centralizar el gobierno y limitar las jurisdicciones de los señores feudales. Apoyó y nacionalizó las órdenes militares. En 1290 los caballeros portugueses de la Orden de Santiago fueron separados de sus congéneres de España. La orden de Crato y San Benito de Avís ya habían sido creadas en 1113 y 1162 respectivamente. Tras la condena de los templarios que hizo Clemente V, una comisión eclesiástica estudió la rama portuguesa de la orden y falló a su favor. Como los templarios eran ricos, influyentes y leales, Dionisio tomó ventaja de la muerte de Clemente V, manteniendo la orden con otro nombre; La Orden de Cristo, recibiendo la bendición papal en 1319 y teniendo subsecuentemente una gran importancia en la expansión colonial de Portugal.

## Reinado de Alfonso IV
Alfonso IV se adhirió a la política matrimonial iniciada por Dionisio I. Arregló el matrimonio de su hija María, que debería contraer matrimonio con Alfonso XI de Castilla (1328), pero se desató la guerra que con el matrimonio se quería evitar, y la paz no llegó hasta 1330, de nuevo por mediación de Santa Isabel de Portugal. Pedro, el príncipe heredero, tras su matrimonio con Constanza, hija del duque de Peñafiel (cerca de Valladolid), y Alfonso IV pactaron que un gran ejército portugués ayudara a Castilla a luchar contra los moros de Granada y su aliados africanos. Tras la victoria de los cristianos, cerca de Tarifa adquirió su sobrenombre de Alfonso El bravo (1340). En 1357 casó a su hija Leonor con Pedro IV de Aragón. Los últimos años de su reinado fueron ensombrecidos por la tragedia de Inés de Castro. Murió en 1357 y el primer acto de su sucesor, Pedro el severo, fue vengarse de los asesinos de Inés.

## Pedro I
Durante su reinado reforzó el poder central del gobierno, eliminado la jurisdicción de la aristocracia y la iglesia, creando leyes y órdenes para todo el reino. En 1361 en las Cortes de Elvas, se dispuso que los privilegios eclesiásticos, sólo sería posible en la medida en que no chocaran con las prerrogativas regias. Pedro mantuvo buenas relaciones con Inglaterra, donde en 1352 Eduardo III dictó una disposición a favor de los comerciantes ingleses y, en 1353, los portugueses enviaron a Alfonso Martín Alho a firmar un acuerdo con los comerciantes de Londres, garantizándose buena fe mutua y privilegios comerciales. 
La política exterior de Dionisio I, Alfonso IV y Pedro I obtuvo buenos resultados en su principal objetivo, la preservación de la paz con los reinos cristianos de España; consecuentemente Portugal ganó en prosperidad y cultura. Apoyaron la monarquía porque era una institución nacional, hostil a la tiranía de la nobleza y el clero. Durante el Reinado de Fernando I (1367-1387) y bajo la regencia de Leonor, la dinastía gobernante dejó de representar el interés nacional: el pueblo portugués puso punto final a la dinastía y eligió otro rey. Esto provocó una importante crisis dinástica en el país, en la que se vieron envueltos varios reinos peninsulares. 

## Crisis dinástica
Fernando I fue un rey débil pero ambicioso y sin escrúpulos. Reclamó los tronos de Castilla y León, que se encontraban vacantes tras la muerte de Pedro I de Castilla (1369); Basaba su derecho y el de su mujer Leonor, en su abuela Beatriz (1367-1385) que pertenecía a la línea legítima castellana. Mientras que los nobles castellanos estaban en contra de aceptar un soberano portugués, y estaban a favor de Enrique de Trastámara (ver Historia de España), como Enrique II de Castilla, Fernando se alió con los moro y los aragoneses; pero en 1371 el papa Gregorio XI intervino, y decidió que Fernando debía renunciar a su reclamación conformándose con el matrimonio con Leonor, la hija de su rival. Fernando, sin embargo, prefirió a su mujer portuguesa Leonor Téllez de Meneses, con la que se había casado. Para terminar con esa osadía, Enrique de Castilla invadió Portugal y asedió Lisboa. Fernando pidió socorro a Juan de Gante, que también reclamaba el trono de Castilla, en virtud de su mujer Constanza. Se creó una alianza entre Portugal e Inglaterra y, pese a que Fernando firmó la paz con Castilla en 1374, volvió a reclamar el trono del reino vecino tras la muerte del monarca, enviando a Joao Fernandes Andeiro, conde de Ourem, para asegurarse la ayuda inglesa. En 1381, Ricardo II envió una armada a Lisboa, casando a su sobrino el príncipe Eduardo con Beatriz, la hija única de Fernando, que había sido reconocida como heredera al trono por las Cortes de Leira de 1376. En 1383, Fernando firmó la paz con Juan I de Castilla en Salvaterra, abandonando a sus aliados ingleses, los cuales reaccionaron saqueando partes del territorio. A través del tratado de Salvaterra, se dispuso que Beatriz debía casarse con el hijo de Juan I. Seis meses después Fernando murió, y según los términos del tratado Leonor se convirtió en la regente hasta que el hijo mayor de Juan I y Beatriz tuvieran edad para gobernar. 
Leonor llevó a cabo muchas intrigas con el Conde de Ourem, cuya influencia era detestada por los líderes de la aristocracia, mientras que su tiranía provocó una rebelión de amarga oposición. Los descontentos eligieron a D. Juan, en 1383, el gran maestre de la Orden de Aviz e hijo ilegítimo de Pedro el Severo, como su líder, organizando una revuelta en Lisboa, y asesinando al conde de Ourem dentro del Palacio Real (6 de diciembre de 1383). Leonor huyó a Santarém y solicitó ayuda a Castilla, mientras que Juan fue proclamado Rey de Portugal. En 1384 un ejército castellano invadió Lisboa, pero demostrando una heroica resistencia, la ciudad soportó un asedio de cinco meses. Juan I de Castilla, descubriendo o alegando que Leonor había intentado envenenarlo, la recluyó en una prisión de Tordesillas, donde moriría en 1386. Antes de esto, Nuno Álvares Pereira, condestable de Portugal, había ganado popularidad bajo el sobrenombre del "Santo condestable" por haber logrado vencer dos veces a los invasores, en Atoleiro y Trancoso, en el distrito de Guarda. 
El 6 de abril de 1385, las Cortes reunidas en Coímbra declararon la Corona de Portugal como electiva, y Joao das Regras sería el canciller. Juan fue proclamado rey. No ha habido ningún evento de Cortes más importante que éste en la historia de Portugal, que definitivamente afirmó el carácter nacional de la monarquía. La elección del Gran Maestre de Avís ratificó la vieja alianza entre la Corona y las Órdenes Militares; su elección fue por las Cortes compuestas por la nobleza, el clero y los hombres libres. Por primera vez, la nación estaba totalmente unida. 
Fernando era el último descendiente legítimo del conde Enrique de Borgoña. Con Juan I comenzó una nueva dinastía, la de Dinastía de Avís. El primer asunto de Estado con el que se encontró el nuevo rey y su grupo de ayudantes, encabezados por Joao das Regras y el "santo condestable" que inspiraron su política, fue la amenaza ante una agresión castellana. Sin embargo, el 14 de agosto de 1385 el ejército portugués, ayudado por quinientos arqueros británicos, derrotó a las tropas castellanas en la Batalla de Aljubarrota. 

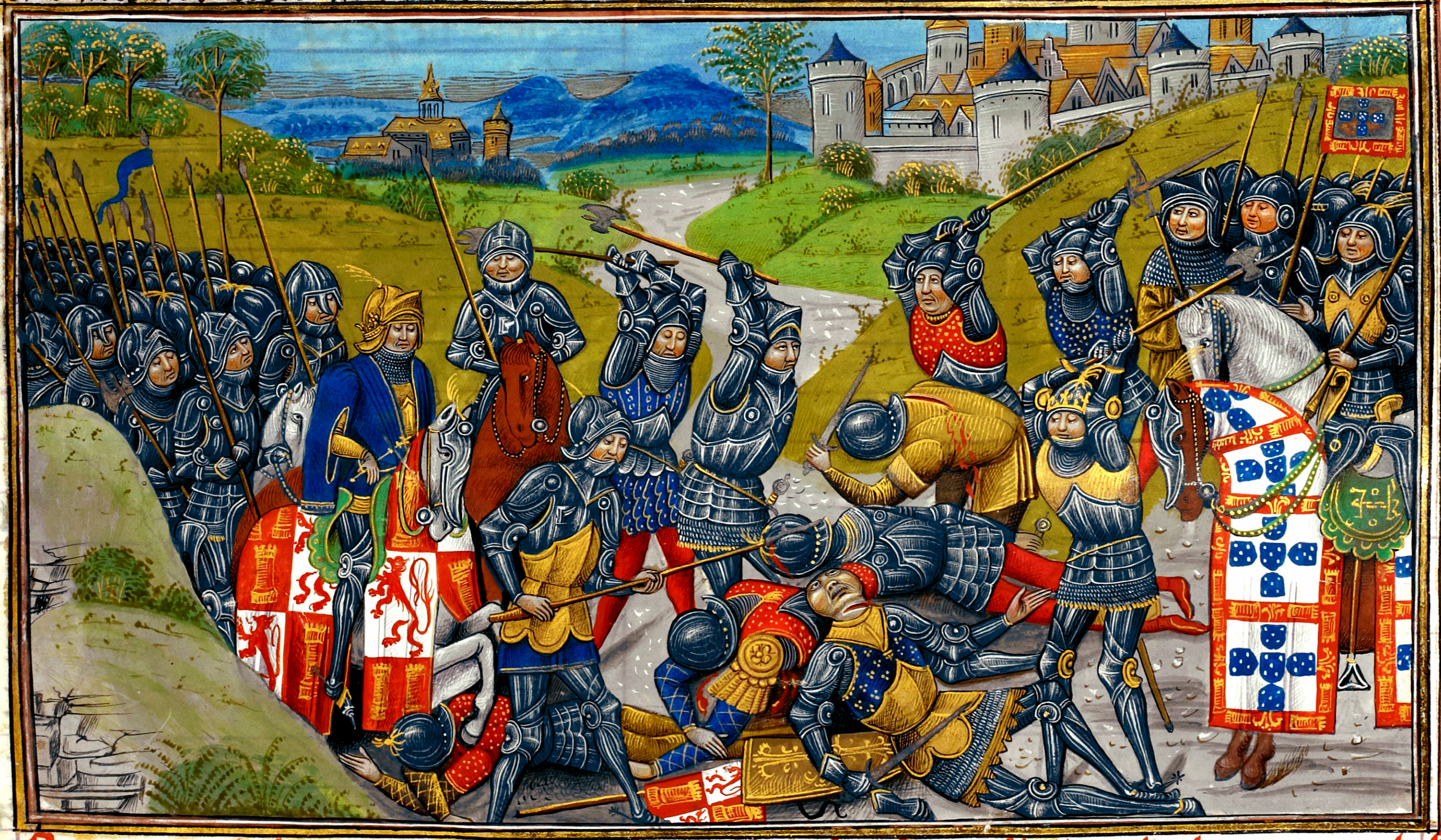
Representación de la Batalla de Aljubarrota.

Con esta victoria, los portugueses fueron considerados los rivales más fuertes de la Península. En octubre, el santo condestable ganó otra victoria en Valverde; a principios de 1386 casi cinco mil soldados británicos, bajo Juan de Gante reforzaron a las tropas portuguesas y, a través del Tratado de Windsor de 9 de mayo de 1386, la alianza luso-británica fue ampliada y reforzada. Frente a esto, los castellanos se vieron incapaces de luchar. No obstante, surgieron nuevos problemas en 1387, reapareciendo en ocasiones hasta 1411, cuando se firmó la paz. Dionisio, el hijo mayor de Inés de Castro, reclamó el trono e invadió Portugal en 1398, pero sus apoyos fueron reducidos. La política interior y exterior desarrollada por Juan I hasta su muerte en 1433 se puede resumir brevemente. Dentro del país, llevó a cabo una reforma de la administración para favorecer la agricultura y el comercio, así como para asegurar la lealtad de los nobles otorgándoles tierras y privilegios, hasta tal punto de que, a finales de su reinado, los nobles que ejercieran todas las prerrogativas feudales de que disponían se podían considerar príncipes independientes. En el exterior, buscó la paz con Castilla y la amistad con Inglaterra. En 1387 se casó con Felipa de Lancaster, hija de Juan de Gante. Ricardo II envió tropas para ayudar en la expulsión de Dionisio; Enrique IV convirtió a su aliado en caballero en 1400. El convento de la Batalla, construido para conmemorar la victoria sobre los castellanos es el principal monumento de estilo inglés que se conserva en Portugal. 
Las Cortes de Coímbra, la Batalla de Aljubarrota y el Tratado de Windsor marcaron las tres etapas finales de la consolidación de la monarquía. Comenzó un periodo de expansión en ultramar, con la toma de Ceuta, en África. Los tres hijos mayores de Juan I y de Felipa, Eduardo, Pedro y Enrique, que posteriormente se conocería por Enrique el Navegante, decidieron ganar la condición de caballeros luchando contra los moros. Enrique V envió a tropas inglesas para ayudar en la expedición, que resultó ser victoriosa. La ciudad fue capturada y se creó el primer puesto comercial portugués en África.